# Monanthes brachycaulos
Monanthes brachycaulos är en fetbladsväxtart som först beskrevs av Philip Barker Webb och Berth, och fick sitt nu gällande namn av Richard Thomas. Lowe. Monanthes brachycaulos ingår i släktet Monanthes och familjen fetbladsväxter. Inga underarter finns listade i Catalogue of Life.